# Extremadura
Extremadura er en autonom region i den vestlige del af  Spanien. Den består af to provinser, Cáceres i nord og Badajoz i syd. Hovedstaden er Mérida, som ligger i Badajoz. Badajoz og Cáceres er henholdsvis Spaniens største og næststørste provins.
I nord grænser Extremadura til Castilien og Leon, i øst til Castilien-La Mancha, i syd til Andalusien og i vest til Portugal.
Andre vigtige byer i Extremadura er: Trujillo, Guadalupe, Plasencia, Alburquerque, Olivenza, Jerez de los Caballeros og Zafra.